# Scutellaria lacei
Scutellaria lacei là một loài thực vật có hoa trong họ Hoa môi. Loài này được Hedge & A.J.Paton miêu tả khoa học đầu tiên năm 1990.